# 赫梅利夫卡 (奧列夫斯克區)
51°15′41″N 27°41′23″E / 51.26139°N 27.68972°E
赫梅利夫卡（烏克蘭語：Хмелівка），是烏克蘭北部的村莊，隸屬日托米爾州的科羅斯滕區。該村始建於1960年，面積0.79平方公里，海拔高度180米，2001年人口379，人口密度每平方公里479.75人。